# Affinità (diritto)
Per affinità si intende, in diritto, il rapporto tra un coniuge e i parenti dell'altro coniuge. 

## Nozione e fondamento
Nella linea e nel grado in cui taluno è parente di uno dei coniugi, egli è affine dell'altro coniuge (il grado di affinità è corrispondente al grado di parentela). Gli affini di un coniuge non sono affini degli affini dell'altro coniuge (adfines inter se non sunt adfines).
L'affinità non cessa con la morte del coniuge da cui deriva, ma cessa per la dichiarazione di nullità del matrimonio.
Secondo la migliore dottrina e la giurisprudenza di merito, l'affinità non cessa a seguito di divorzio. Dello stesso parere la Commissione europea, sul cui sito internet, che ha l'obiettivo di tutelare i cittadini grazie a norme applicabili su scala europea, viene ribadito che il divorzio non fa venire meno il vincolo di affinità e in particolare non fa cessare l'impedimento dell'affinità in linea retta (art. 87, n. 4, c.c.); non fa perdere la cittadinanza al coniuge straniero che l'abbia acquisita a seguito di matrimonio.